# Diana de Vere
Lady Diana de Vere, duchessa di St Albans (1679 – 15 gennaio 1742), è stata una nobildonna inglese.

## Biografia
Era la figlia di Aubrey de Vere, XX conte di Oxford, e della sua seconda moglie Diana Kirke.
È stata Mistress of the Robes della regina Carolina (1714-1717). È stata una delle bellezze di Hampton Court di Maria II d'Inghilterra.

## Matrimonio
Il 17 aprile 1694, sposò il Charles Beauclerk, I duca di St. Albans, un figlio illegittimo di re Carlo II e della sua amante Nell Gwyn, diventando duchessa di St Albans. La coppia ebbe dodici figli:
- Charles Beauclerk, II duca di St. Albans (6 aprile 1696 - 27 luglio 1751);
- Lady Diana Beauclerk (1697);
- Lord William Beauclerk (22 maggio 1698 - 23 febbraio 1733);
- Vere Beauclerk, I Barone Vere (14 luglio 1699 - 21 ottobre 1781);
- Lord Henry Beauclerk (11 agosto 1701 - 5 gennaio 1761);
- Lord Sidney Beauclerk (27 febbraio 1703 - 23 novembre 1744);
- Lord George Beauclerk (26 dicembre 1704 - 11 maggio 1768);
- Lord Seymour Beauclerk (24 giugno 1708 - 1709);
- Lord James Beauclerk (1709 - 20 ottobre 1787), vescovo di Hereford (1746-1787);
- Lord Aubrey Beauclerk (1710 - 22 marzo 1741);
- Lady Mary Beauclerk (1712);
- Lady Anne Beauclerk (1714).

## Ascendenza
|                                     |              |                     | Genitori          |  |  | Nonni |  |  | Bisnonni     |  |  | Trisnonni      |  |
|                                     |              |                     |                   |  |  |       |  |  | Hugh de Vere |  |  | Aubrey de Vere |  |
|                                     |              |                     |                   |  |  |       |  |  | Hugh de Vere |  |  | Aubrey de Vere |  |
|                                     |              | Margaret Spring     |                   |  |  |       |  |  | Hugh de Vere |  |  |                |  |
| Robert de Vere, XIX conte di Oxford |              |                     |                   |  |  |       |  |  | Hugh de Vere |  |  |                |  |
|                                     |              | Eleanor Walsh       | William Walsh     |  |  |       |  |  |              |  |  |                |  |
|                                     |              | Eleanor Walsh       | William Walsh     |  |  |       |  |  |              |  |  |                |  |
|                                     |              | Eleanor Walsh       | …                 |  |  |       |  |  |              |  |  |                |  |
| Aubrey de Vere, XX conte di Oxford  |              | Eleanor Walsh       |                   |  |  |       |  |  |              |  |  |                |  |
|                                     |              | Sijerck van Hemmema | Sicke van Hemmema |  |  |       |  |  |              |  |  |                |  |
|                                     |              | Sijerck van Hemmema | Sicke van Hemmema |  |  |       |  |  |              |  |  |                |  |
|                                     |              | Sijerck van Hemmema | Ath van Bootsma   |  |  |       |  |  |              |  |  |                |  |
| Beatrix van Hemmema                 |              | Sijerck van Hemmema |                   |  |  |       |  |  |              |  |  |                |  |
|                                     |              | Lysbeth Jarges      | Lucas Jarges      |  |  |       |  |  |              |  |  |                |  |
|                                     |              | Lysbeth Jarges      | Lucas Jarges      |  |  |       |  |  |              |  |  |                |  |
|                                     |              | Lysbeth Jarges      | …                 |  |  |       |  |  |              |  |  |                |  |
| Diana de Vere                       |              | Lysbeth Jarges      |                   |  |  |       |  |  |              |  |  |                |  |
|                                     | George Kirke | …                   |                   |  |  |       |  |  |              |  |  |                |  |
|                                     | George Kirke | …                   |                   |  |  |       |  |  |              |  |  |                |  |
|                                     | George Kirke | …                   |                   |  |  |       |  |  |              |  |  |                |  |
| George Kirke                        | George Kirke |                     |                   |  |  |       |  |  |              |  |  |                |  |
|                                     |              | …                   | …                 |  |  |       |  |  |              |  |  |                |  |
|                                     |              | …                   | …                 |  |  |       |  |  |              |  |  |                |  |
|                                     |              | …                   | …                 |  |  |       |  |  |              |  |  |                |  |
| Diana Kirke                         |              | …                   |                   |  |  |       |  |  |              |  |  |                |  |
|                                     |              | Aurelian Townshend  | John Townshend    |  |  |       |  |  |              |  |  |                |  |
|                                     |              | Aurelian Townshend  | John Townshend    |  |  |       |  |  |              |  |  |                |  |
|                                     |              | Aurelian Townshend  | Elizabeth Catlyne |  |  |       |  |  |              |  |  |                |  |
| Mary Townshend                      |              | Aurelian Townshend  |                   |  |  |       |  |  |              |  |  |                |  |
|                                     |              | Anne Wythes         | Edward Wythes     |  |  |       |  |  |              |  |  |                |  |
|                                     |              | Anne Wythes         | Edward Wythes     |  |  |       |  |  |              |  |  |                |  |
|                                     |              | Anne Wythes         | …                 |  |  |       |  |  |              |  |  |                |  |
|                                     |              | Anne Wythes         |                   |  |  |       |  |  |              |  |  |                |  |